# Catathelasma imperiale
Catathelasma imperiale (Quél.) Singer, 1940 è un fungo appartenente alla famiglia Tricholomataceae.
È detto anche fungo patata; si raccoglie da fine agosto a metà settembre. Presente in boschi di conifere. Denominato in questo modo perché cresce profondamente interrato fino quasi al termine del suo sviluppo. Cresce anche gregario in gruppi più o meno numerosi. Commestibile, considerato da alcuni autori buono soprattutto se conservato sott'olio, dopo averlo scottato per 5-6 minuti in una miscela di aceto e vino bianco (1 parte a 3) salata con una manciata di sale, aromatizzato con alloro e pepe.